# شری اریسون
شری اَریسون (به عبری: שרי אריסון)، ثروتمندترین زن اسرائیلی-آمریکایی و مالک بزرگ‌ترین شرکت کشتی‌های کروز در جهان و بانک پوعلیم (بزرگ‌ترین بانک در کشور اسرائیل) است.
مجله فوربز ثروت خانم اریسون در سال ۲۰۰۷ میلادی را در حدود ۵ میلیارد دلار ارزیابی کرد که وی را به ثروتمندترین شهروند اسرائیل و صد و نهمین ثروتمند جهان تبدیل می‌کند.
وی دارای چهار فرزند است و شهروندی دوگانه ایالات متحده آمریکا را نیز دارا می‌باشد.